# Opecoelus mexicanus
Opecoelus mexicanus är en plattmaskart. Opecoelus mexicanus ingår i släktet Opecoelus och familjen Opecoelidae. Inga underarter finns listade i Catalogue of Life.